# Soweto Blues

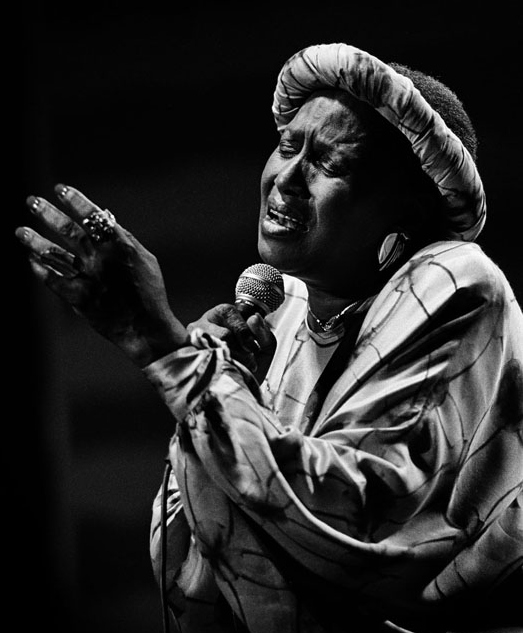
"Soweto Blues" tornou-se um marco nas apresentações ao vivo de Miriam Makeba

"Soweto Blues" é uma canção de protesto escrita por Hugh Masekela e interpretada por Miriam Makeba . A canção é sobre a revolta do Soweto ocorrida em 1976, após a decisão do governo do apartheid da África do Sul de tornar a língua africâner um meio de instrução na escola. A revolta foi reprimida à força pela polícia, causando a morte de 176 a 700 pessoas. A canção foi lançada em 1977 como parte do álbum de Masekela, You Told Your Mama Not to Worry . A música tornou-se num grampo nos concertos ao vivo de Makeba e é considerada um exemplo notável de música no movimento contra o apartheid .